# Prezydenci Zjednoczonych Emiratów Arabskich

## Chronologiczna lista
| # | Imię i nazwisko                                                              | Portret | Kadencja         | Kadencja         |
| - | ---------------------------------------------------------------------------- | ------- | ---------------- | ---------------- |
| 1 | Zajid ibn Sultan Al Nahajjan زايد بن سلطان آل نهيان (1918–2004)              |         | 2 grudnia 1971   | 2 listopada 2004 |
| — | Maktum ibn Raszid Al Maktum مكتوم بن راشد آل مكتوم (1943–2006) tymczasowo    |         | 2 listopada 2004 | 3 listopada 2004 |
| 2 | Chalifa ibn Zajid Al Nahajjan خليفة بن زايد آل نهيان (1948–2022)             |         | 3 listopada 2004 | 13 maja 2022     |
| — | Muhammad ibn Raszid Al Maktum الشيخ محمد بن راشد آل مكتوم (1949–) tymczasowo |         | 13 maja 2022     | 14 maja 2022     |
| 3 | Muhammad ibn Zajid Al Nahajjan محمد بن زايد بن سلطان آل نهيان (1961–)        |         | 14 maja 2022     | nadal            |